# Beatriz Simó
Beatriz Simó (Jerez de la Frontera, Cádiz) es una reportera y presentadora de televisión.
Beatriz, pese a ser gaditana de nacimiento, ha vivido la mayor parte de su vida en Granada, donde se licenció en Filología Hispánica.
Sus inicios en el mundo de los medios de comunicación fueron en 1992 en el programa radiofónico "El lobo estepario" de Jesús Quintero para Onda Cero. En 1993 fue coordinadora en el semanario "La Gaceta Universitaria" del Grupo Recoletos, un año después pasa a colaborar en el Diario Ideal (periódico regional de Granada, Almería y Jaén), hasta 1995.Ese año da el salto a Antena 3 como redactora del espacio "Cuerda de presos", para después fichar como redactora y corresponsal de Radio Voz, en Granada, cubriendo toda la información de Andalucía. Desde 1997 y hasta 1998 trabaja como locutora en las desconexiones de Cadena 100 para dicha comunidad autónoma. 
En el 98 se pone por primera vez delante de una cámara en el programa "La Noticia Económica del Día" en una televisión local de Granada. En 1999 vuelve a colaborar con Jesús Quintero en el programa El perro verde para el Canal 12 de Uruguay. Ese mismo año se pone al frente de los servicios informativos de Radio Televisión Marbella. En el año 2000 se convertiría en reportera del programa Historia de hoy de Telecinco. En el 2001 entraría a formar parte del equipo de reporteros de Andalucía Directo de Canal Sur durante 4 años. En el 2005 vuelve a la televisión nacional como reportera de España Directo en La 1 desde Granada, un año después además de ser reportera se convierte en presentadora sustituta hasta el final del proyecto en 2011. Desde ese año forma parte del equipo de redacción de Informativos Telecinco como reportera en Málaga. 
Desde 2012 compagina dicha labor con dirigir su propia agencia de comunicación, especializada en comunicación empresarial y en redes sociales. Además a través de su empresa presenta varios eventos, congresos y seminarios. Además dirige y edita videos de marketing emocional. 